# Condado de Alcoutim
El condado de Alcoutim fue un título noble portugués creado el 15 de noviembre de 1496 por el rey Juan II de Portugal a favor de Fernando de Menezes, segundo conde de Valença y heredero de Pedro de Menezes, primer conde de Vila Real, llegando a sucederlo en la Casa como segundo marqués y cuarto conde de Vila Real. El título se asoció con la Casa de Vila Real y el ducado de Camiña (Caminha en portugués) para los primogénitos de los condes de Alcoutim.

## Condes portugueses de Alcoutim
- Fernando de Meneses (1463-?), II marqués y IV conde de Vila Real, II conde de Valença
- Pedro de Meneses (c.1486-?), III marqués y V conde de Vila Real,III conde de Valença
- Miguel de Meneses (c.1520-), IV marqués y VI conde de Vila Real, IV conde de Valença
- Manuel de Meneses (c.1530-?), I duque,  V marqués yVI  conde de Vila Real, V conde de Valença
- Miguel Luis de Meneses (c.1565-1637), I duque de Caminha, VI marqués y VIII conde de Vila Real, VI conde de Valença
- Luis de Noronha e Meneses (c.1570-?), VII marqués y IX conde de Vila Real, VIIconde de Valença

## Condes españoles de Alcoutim
Cuando el séptimo marqués de Vila Real, sexto conde de Alcoutim, junto con su hijo, Miguel Luis de Meneses, segundo duque de Caminha, fueron ejecutados en Portugal por alta traición en 1641, su hija María Beatriz de Meneses y Noronha, casada con el conde español de Medellín, permaneció en España.
Para recompensar su lealtad a las casas españolas de los Habsburgo, el rey Felipe IV de España le otorgó, el 23 de marzo de 1660, el título de condesa de Alcoutim como título español, hoy incluido entre los títulos de la casa de Medinaceli.
Beatriz de Meneses nunca regresó a su tierra natal y este título nunca fue reconocido en Portugal.
- María Beatriz de Meneses y Noroña (1614-1668)
- Pedro Damián Portocarrero (1640-1704)

1. Casó en Madrid (San Martín) el 6 de octubre de 1662 con Teresa Folch de Aragón y Sandoval, hija del duque de Cardona.[4]

- Luisa Feliciana Portocarrero (1641-1705), hija mayor de la primera condesa.
- Guillén Ramón de Moncada y Portocarrero (1671-1727)
- María Teresa de Moncada (1707-1756)
- Pedro de Alcántara Fernández de Córdoba (1730-1789)
- Luis María Fernández de Córdoba y Gonzaga (1789-1806)
- Luis Joaquín Fernández de Córdoba y Benavides (1806-1840)
- Luis Tomás Fernández de Córdoba y Ponce de León (1840-1873)
- Luis María Fernández de Córdoba y Pérez de Barradas (1873-1879)
- Victoria Eugenia Fernández de Córdoba (1917-2013)
- Ana Luisa de Medina (1940-2012)
- Victoria von Hohenlohe-Langenburg, actual condesa de Alcoutim (1997-)